# Робінзон Крузо (фільм, 1997)
«Робінзон Крузо» (англ. Robinson Crusoe) — американський драматичний пригодницький фільм 1997 року режисера Рода Гарді. Екранізація однойменного роману Даніеля Дефо.

## Сюжет
До Даніеля Дефо приходить чоловік, що вижив після катастрофи корабля на острові Смерті, куди припливають канібали виконувати свої страшні обряди. Його ім'я Робінзон Крузо. Пишна природа дала йому шанс вижити, а його самотність розділив врятований ним тубілець, якого він назвав П’ятницею.

## Ролі виконують
- Пірс Броснан — Робінзон Крузо
- Вільям Такаку[en] — П’ятниця
- Поллі Вокер — Мері Макгрегор
- Ієн Гарт — Данієль Дефо
- Джеймс Фрейн — Роберт, видавець Дефо
- Деміен Льюїс — Патрік Коннор

## Навколо фільму

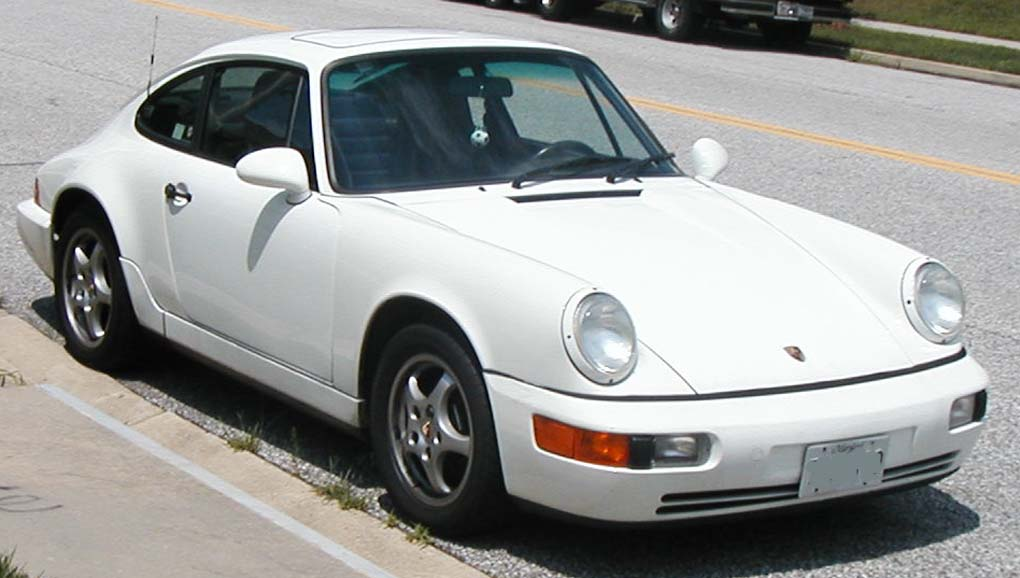
1993 Porsche 911 Carrera

Коли виникла потреба продовжити на декілька днів перебування Пірса Броснана на знімальному майданчику, а це не було передбачено контрактом, він замість додаткової оплати попросив і отримав автомобіль Porsche 911 Carrera.

## Екранізації інших років
- 1902 — французький фільм.
- 1932 — американський кінофільм з Дугласом Фербенксом у головній ролі.
- 1947 — радянський стереокінофільм.
- 1954 — мексиканський фільм Луїса Бунюеля.
- 1972 — радянський кінофільм.
- 1976 — італійська пародійна кінокомедія.
- 2003 — французький кінофільм з П'єром Рішаром.
- 2016 — бельгійсько-французький  комп'ютерно-анімаційний комедійний фільм.